# رود ویبر

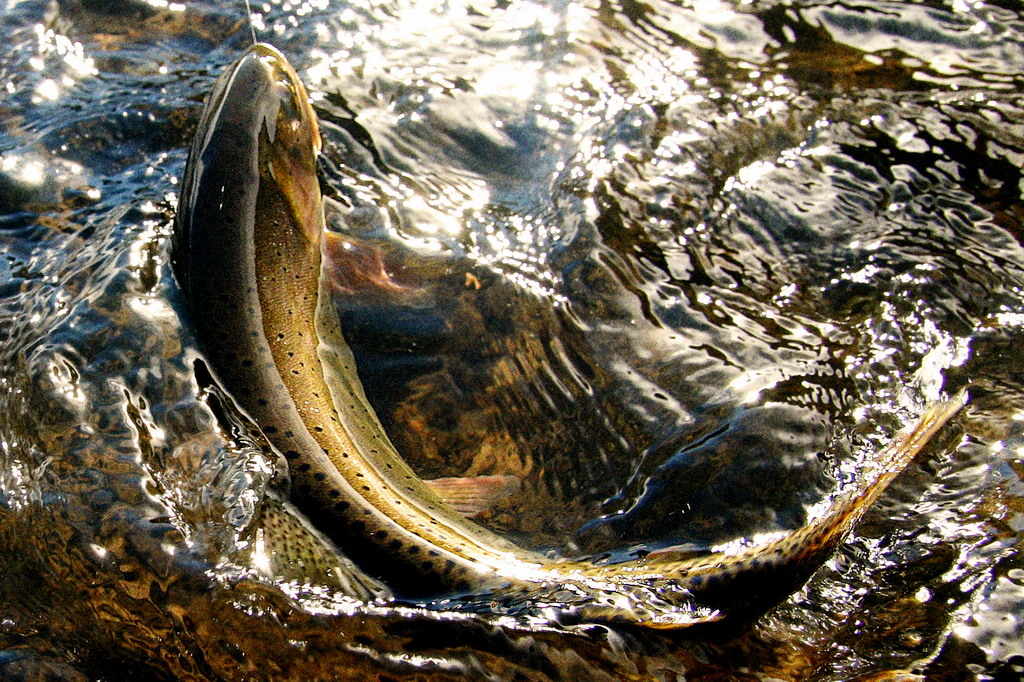
قزل آلا در رودخانه ویبر

رودخانه ویبر (‎/ˈwiːbər/‎ WEE-bər) یک رود به طول تقریبی ۲۰۱ کیلومتر (۱۲۵ مایل) در یوتای شمالی از ایلات متحده آمریکا است. این رود در شمال غربی کوه‌های یوینتا آغاز می‌شود و به دریاچه بزرگ نمک می‌ریزد. رودخانه ویبر به نام بازرگان خز آمریکایی، جان هنری وبر نامگذاری شده‌است. از جمله ماهی‌هایی که در این رودخانه یافت می‌شود عبارتند از: قزل‌آلای جویبار، قزل‌آلای خال‌سرخ، قزل‌آلای برنزه و ماهی قزل آلای رنگین کمان و ماهی سفید. ویبر مدتهاست که برای آبیاری مورد استفاده قرار می‌گیرد و بخشی از پروژه آبخیزداری وبر حوضه آبخیزداری ایالات متحده است. رودخانه وبر همچنین دارای گونه‌های نادر گیاهی از کاسنیان است.